# Shugo Chara!
Shugo Chara! (しゅごキャラ!, Shugo Kyara!) é uma série de mangá shōjo criada por Peach-Pit em 2007, publicada em 12 volumes. Em 2008 teve um spin-off publicado em 04 volumes de tirinhas cômicas yonkoma pelo autor "Kinomin" chamada Shugo Chara-Chan!. Também teve uma adaptação para musical Shugo Chara Musical! em 2009. O mangá original recebeu a adaptação para animê no mesmo ano, com uma primeira temporada de 51 episódios. A segunda temporada, também de 51 episódios, se chama Shugo Chara!! Doki e foi exibida até setembro dando lugar para terceira temporada Shugo Chara! Party, de 25 episódios (totalizando 127 episódios de animação), que divide seu tempo de duração em três blocos: um momento live action Shugo Chara Egg!, uma animação curta com os charas Shugo Chara! Pucchi Puchi! e a animação propriamente dita Shugo Chara!!! Dokki Doki; além destas outras animações curtas foram ao ar durante a última temporada: "Shugo Chara! Encyclopedia!", "Shugo Chara! Dokki Doki!", "Shugo Chara! Fortune-telling!", "Shugo Chara! Egg Battle!", "Shugo Chara! Open Heart game!" e "Amulet Dia on the scene!". A primeira temporada é Livre a segunda +10 e a terceira +10.

## Enredo
Hinamori Amu é uma garota do Ensino Fundamental popular no colégio por seu estilo de se vestir e por sua atitude fria e calma. O que poucos sabem é que Amu demonstra essa personalidade sem querer. Na verdade, é uma pessoa tímida e que fica nervosa facilmente, que gostaria de ser como qualquer outra garota da sua idade mas tem medo de que não a aceitem desse jeito.
É do desejo de ser mais honesta com ela mesma que aparecem 3 ovos na cama de Amu pela manhã. No início ela leva um susto, porém resolve tomar conta deles para ver o que vai nascer e os leva para o colégio.
Na Seiyo Elementary, Amu não é a única conhecida por todos, lá existe um comitê formado por 4 alunos que protegem os demais das regras estritas do colégios e de outros perigos, eles são os Guardiães... cada um deles representado por uma carta de baralho: Yaya (Ás), Nadeshiko (Rainha), Kuukai (Valete) e Tadase (Rei).
Depois de Amu passar por algumas encrencas, os Guardiões explicam que dos Ovos nascem Guardiães Charas, seres que habitam o coração de cada pessoa e que são o "verdadeiro-eu" de seus donos. Cada um dos guardiões tem um Chara e são muito amigáveis com Amu, o que faz com que ela fique cada vez mais próxima deles. Para grande felicidade da própria Amu, pois ela é apaixonada por Tadase mas nunca teve coragem de revelar seus sentimentos. Os Guardiães dão a posição de Coringa (Joker) para Amu, tornando ela uma Guardiã também.
Aos poucos que suas Guardiãs Charas Ran, Miki e Suu vão despertando, Amu aprende também que há pessoas trabalhando para a empresa Easter que estão atrás de um Ovo mágico que pode realizar qualquer pedido, o Embryo. Para atraí-lo a Easter transforma Ovos comuns em X Eggs (com energia negativa).
Alguns dos que trabalham para a Easter são Ikuto (um adolescente sarcástico com jeito de gato que desperta o interesse de Utau, mas Ikuto tem fortes sentimentos por Amu e vice-versa) e Utau (uma cantora pop super conhecida e faz tudo por Ikuto), porém esses dois não concordam com os métodos da empresa e só trabalham porque são forçados a isso, por esse motivo é que eles ajudam diversas vezes os Guardiões.
Para proteger não só o Embryo, mas também todos os Ovos que correm perigo, Amu recebe de Tadase o Humpty Lock, um cadeado mágico que permite aos Guardiões se fundirem completamente com seus Charas.
Cada Chara tem o poder de transformar a personalidade de seus donos, por exemplo: Ran deixa Amu mais animada, Miki a torna uma grande artista e Suu faz ela tornar-se boa em habilidades domésticas.
Há mistérios envolvendo o Humpty Key, uma chave mágica que parece fazer par com o Humpty Lock de Amu, de Ikuto e seu violino, sem contar também com o passado do rapaz que aos poucos vai se desvendando.
Muitas risadas com os diferentes Charas aprontando por aí e com as confusões em que Amu e seus amigos se metem. Com um enredo bem conduzido, Shugo Chara! foi uma das revelações de 2007, ganhando fãs em todo o mundo e disparando os acessos em sites de vídeos para assistir aos episódios com legendas em inglês.
O sucesso foi tanto que a produtora lançou a segunda temporada chamada Shugo Chara!! Doki em Outubro de 2008.

## Personagens

### Guardiões

#### Hinamori Amu
Por ser muito introvertida e usar roupas descoladas que sua mãe escolhe, Hinamori Amu não tinha amigos na escola e era chamada de Cool and Spicy (legal e descolada). Ela deseja conseguir ser ela mesma com os outros, virar uma garota normal e ser honesta consigo mesma, quando ela acorda no dia seguinte encontra 3 ovos na sua cama pertencentes a suas Shugo Charas: Ran, Miki e Suu (porém, há um quarto ovo que se chama Dia, mas ela só nasce na 2ª temporada). Embora Amu tenha sentimentos por Tadase Hotori, Ela também demonstra que tem sentimentos fortes por Ikuto,Ikuto também se sente atraido por ela e tem fortes sentimentos por Amu,no episódio 23 de Shugo Chara Doki Ikuto Assume para a Amu que gosta dela. No episódio 100 Amu, quando salva Ikuto, faz sem querer o Chara Nari: Amulet Fortune utilizando suas 4 Shugo chara. No Amulet Fortune ela parece uma noiva.Ela tem o posto de Joker, quer dizer que ela tem tarefas especiais (pois ela tem mais ovos que os outros guardiães e por isso tem mais poder que os outros)
Ran: A primeira Chara da Amu, esportiva, honesta e amorosa(um dos motivos por ela ser o naipe copas que tem formato de coração). Quando Amu faz Chara Change com a Ran seu prendedor vira um coração, ela ganha habilidades esportivas e pequenas asinhas aparecem perto dos tornozelos e dos pulsos que lhe permite dar pulos altos e voar e também fica muito amável. Quando ela se transforma com a Amu elas se tornam Amulet Heart, Amu fica com uma roupa parecida com uma líder de torcida. Ran sempre irrita Amu por ser muito barulhenta. Sua frase de efeito é Hoppu! Sutepu! Janpu! (Inglês: Hop! Step! Jump!/ Tradução: Salte! Ande! Pule!).
Miki: A segunda Chara da Amu, quieta e com habilidades artísticas que empresta à Amu quando faz Chara Change, fazendo seu prendedor virar um naipe de espadas. Quando ela se transforma com a Amu viram a Amulet Spade, Amu fica com uma roupa toda azul e ataca com um pincel. Miki tem um coração confuso, se apaixonou por vários Shugo Chara Guardians, Kiseki, Daichi, Rythmn, Musashi e Yoru. Sua frase de efeito é Doruu! Dorou! Doroun! (Inglês: Drew! Draw! Drawn!/ Tradução: Pintei! Pintar! Pintado!)
Suu: A terceira Chara da Amu, um pouco desastrada, inocente mas bem cuidadosa. Quando Amu faz Character Change com a Suu seu prendedor vira um naipe em forma de trevo, ela ganha habilidades de culinária, tarefas domesticas e de decoração. Quando ela se transforma com a Amu viram o Amulet Clover, Amu fica com uma roupa verde e com itens de cozinha. Suu sempre termina suas frases com um ~desu. Sua frase de efeito é Chippu! Shiroppu! Hoippu! (Inglês: Chips! Syrup! Whipcream!/ Tradução: Fritas! Xarope! Glacê!)
Dia:A quarta Chara de Amu, foi marcada por um X pelos sentimentos de Amu e passou um tempo com Hoshina Utau, mas no episódio 42 Amu recupera Dia que no 43 volta a ser um Ovo fechado. A roupa é um tanto futurística na transformação, branca amarelada com enfeites amarelos e ela fica com o cabelo preso dos dois lados formando 'chiquinhas'. Essa é a mais forte transformação de Amu Amulet Diamond. O Character Change com Dia faz com que Amu se torna animada e cativante. Ela parece ouvir a música do coração das pessoas, sempre sabendo o que falar. Aparece raras vezes, sempre escondido de Amu e também tem uma boa ligação com Nagihiko/Nadeshiko.

#### Hotori Tadase
Conhecido na escola como King, ele é líder dos Guardiões. Muito Gentil e maduro, esta na mesma classe que a Amu. Acaba fazendo Character Change com o Kiseki toda vez que ouve a palavra príncipe, se tornando egocêntrico e se auto-nomeando rei. Apesar de no episódio 1 ele dizer a Amu que já gosta de outra pessoa descobre-se que ele falava de sua falecida cadela, e que só disse aquilo porque não sabia como dá-la um fora, mas levando em conta tudo isso ele acaba se apaixonando pela versão dela transformada na Amulet Heart fazendo com que ela ainda tenha esperanças.Logo depois do dia dos namorados quando Amu tenta dar-lhe uns chocolates q ela fez em uma aula de culinária,no dia branco tadase vai a casa de amu,para retribuir os chocolates que amu tenta dar para ele mas não consegue pois durante a procura de um nazo tama ela os perde. Tadase se declara para ela com a seguinte frase 'você deixaria eu me apaixonar por você?'

Kiseki: O guardião chara do Tadase. Controlador e muito ambicioso faz todos procurarem pelo Embryo para que ele possa dominar o mundo. Quando faz Chara Nari com Tadase, ele se torna o Platinum Royal usando roupas brancas parecidas com a de um rei, uma coroa dourada e um cetro e no fim da segunda temporada uma espada como arma.

#### Souma Kuukai
Ocupa o lugar de Valete (Jack), e é o mais velho do grupo, capitão do time de futebol da escola e sempre com muita energia. Quando Amu vira Joker ele faz um "super treinamento". Após Nadeshiko voltar como Nagihiko, ele ensina tudo para o novo Jack. E durante uma queda de braço entre os dois Jacks, o Shugo Chara que de Nagihiko, Rizumu, se mexe, seu aniversário é 6 de janeiro. Por ser o mai velho do grupo, Kukai também é o primeiro a se formar.
Daichi: Seu Chara, também é muito bom em esportes, nasceu após a dúvida de Kukai se ele ia jogar bsketball ou futebol e eles não demonstram muita diferença de personalidade, o nome do Chara Nari é: Sky Jack

#### Yuiki Yaya
Ocupa o lugar de Ás é a mais nova do grupo, tem uma personalidade infantil e birrenta.
Yaya gosta de coisas fofinhas e doces. Yaya deseja que seus pais lhe deem mais atenção e por isso quer ser novamente um bebê, resultando no nascimento de Pepe, sua shugo chara. Não aceita crescer e tem inveja de seu irmão mais novo. No episódio 24 da primeira temporada, Amu diz que ela é uma " fonte de água ", por chorar demais. No episódio 31, ela mostra realmente que sente inveja de seu irmão mais novo, Tsubasa. Mesmo assim, também se mostra uma ótima irmã mais velha, no final do episódio, quando Tsubasa fica doente. Logo quando Amu vai dizer isso a ela, Yaya diz que aprendeu que seus métodos não eram nada e a partir de agora seria mais infantil ainda.
Pepe: Sua Shugo Chara, ainda mais infantil que Yaya, sempre com uma chupeta amarela na boca, quando fazem chara nari se tornam a personagem Dear Baby. Pepe embora seja um bebê, mostra ter uma inteligência avançada, principalmente em seus comentários sobre Kiseki. Normalmente ela sempre concorda com tudo que Yaya diz.

### Nagihiko/Nadeshiko Fujisaki
Primeiramente apresentado como Nadeshiko, uma menina, na verdade seu real nome é Nagihiko, um menino. Nagihiko tendo de seguir a tradição da família Fujisaki, se vestia e agia como menina para poder dançar e melhorar sua apresentação. Como Nadeshiko, de seu desejo de ser um otimo dançarino, nasceu sua primeira shugo chara, Temari. Logo depois,de seu gosto pelo basquete, nasceu seu segundo shugo chara, Rizumu (Rhythm). Nagihiko, como Nadeshiko é a melhor amiga de Amu. Quando ele revelou-se como menino a Amu disse que Nadeshiko era sua irmã gemea.
Temari: Temari é calma, elegante e educada, mas quando algo dá errado, por exemplo, quando um rato aparece na sua casa dela no episódio 12, ela se torna agressiva e faz qualquer coisa para resolver o problema, mesmo que isso signifique se tornar agressiva e mandona com aqueles ao seu redor. Seu Chara Nari se chama Yamato Maihime.
Rhythm: Rhythm (Rizumu; Ritmo) É o segundo shugo chara de Nagihiko Fujisaki. Rhythm é legal, descolado e dizem que é meio mulherengo, age impulsivamente e gosta de abraçar os outros shugo charas. Rhythm mostra gostar de basquete, como quando Nagihiko era pequeno. Embora Ritmo seja o segundo Shugo chara de Nagihiko, ele é o primeiro a realizar uma transformação com ele, o Beat Jumper.

#### Sanjou Kairi
O Jack suscessor de Kukai, que Amu chamava de Supervisor (referência de Representante de Classe, Amu o chamava assim por parecer um). Kairi aparece no mesmo dia que Mashiro Rima. Ele fica na escola infiltrado pela Easter. Mas no meio de isso tudo acaba se apaixonando pela Amu e antes de partir ele se declara para Amu. Prometendo que voltaria para a cidade assim que se achasse um homem adequado para ficar com Amu, passando a frente de Tadase e Ikuto.
Musashi: O Shugo Chara Samurai. Capaz de realizar Samurai Soul. Sempre tentando ajudar Kairi, muito educado e paciente.

#### Mashiro Rima
A Rainha (Queen) que substitui Nadeshiko. No começo era muito fria, destruindo todos os X-Tamas, o que provocava raiva em Amu. Seu sonho de ser comediante sempre a deixa constrangida. Quando vê alguém fazendo bala-balance errado ela sem querer faz o bala-balance com Kusu Kusu(esse é o seu chara chenge). Após ela revelar sua personalidade ela foge e Amu vai atrás dela. Desde então elas viraram grandes amigas.Seus pais mandaram ela sair dos Guardians, por causa de que ela saia tarde e que tinha risco dela ser sequestrada novamente. Kairi conta isso para Hinamori Amu e a na mesma noite em que descobrem a verdade sobre Kairi, os pais de Rima brigam com ela por ela estar tão tarde na escola. Amu então se vê obrigada a mostrar uma coisa para os pais de Rima. Ela e Rima fazem "bala-balance" na frente de uma multidão de colegas que provoca outra briga entre os pais de Rima. Mas Amu conta que Rima não esta feliz, pois quase nunca sorri. E os pais finalmente notam que é a mais pura verdade. Ela passa de uma garota fria e um pouco ignorante para uma menina muito doce e sorridente ao decorrer da história. Quando conhece Nagihiko, parece ter um profundo ciúmes por ele porque Amu era melhor amiga de Nadeshiko.
Kusu-Kusu: Kusu-Kusu(ou Kusuksu) é uma Shugo Chara comediante, usando roupa de bolinha pés de palhaço da corte um gorro e cabelos longos loiros. Sempre rindo e fazendo os outros rir. Junto de Rima ela faz o Clow Drop. Sempre tenta alegrar Rima, e parece ser uma grande amiga de Ran.

#### Hikaru
Esse garotinho misterioso é na verdade o Chefe da Easter. Criado por seu avô, o presidente da companhia, depois de um acidente em que seus pais morreram. Hikaru foi afastado de sentimentos, mas é muito inteligente, também é frio e equilibrado. Quando começa a estudar na Seiyou, passa a entender melhor os sentimentos das pessoas e se torna um aprendiz de Guardião. Consegue seu ovo (Shugo Tama) no último episódio da série.
Hotmu; Shugo Chara de Hikaru

#### Hiiragi Rikka
É uma garota super ativa, se distrai muito fácil, mas é dedicada e se esforça para fazer tudo certo e ajudar os amigos. Às vezes, ela se atrapalha e acaba causando uma confusão, mas Rikka é gentil, prestativa e é amiga de todos. Ela acaba chamando atenção pelo fato de poder compreender os batsu Tama e batsu Chara e posteriormente se torna aprendiz de Guardião e depois, a nova Queen.

#### Hotaru
A Shugo Chara de Rikka é muito calma, paciente e controlada, ao contrário de sua dona. Hotaru tem uma espécie de cauda, que diz que é um segredo, na sua ponta há um pequeno sol, que brilha e irradia calor. Ela é amável e gentil, está pronta para ajudar Rikka nas situações difíceis. Quando entra no chara change, seus laços do coque viram dois sois com bolinhas,lhe faz se tornar muito calma como ela.Seu Chara Nari é apenas feito no episódio 24 de shugo chara party,quando ela diz que irá proteger os batsu tamas a qualquer custo, o nome de seu chara nari é o Pure Feeling

### Easter

#### Tsukiyomi Ikuto
Aparece no primeiro episódio tentando roubar os ovos da Amu, mas é interrompido pelo nascimento de Ran e logo após a chegada de Hotori Tadase. Depois descobrem que é irmão de Hoshina Utau e que trabalha para Easter. É o possuidor da Dumpty Key, deixado por seu pai. Seu padrasto é o diretor da Easter. Foi criado junto com Utau e Tadase.
Ele possui três transformações. Tem fortes sentimentos por Amu.
Yoru: Yoru é um gato que fala tudo que quer, adora sardinhas. Pórem, após o plano Death Rebel da Easter ele começa a se separar do dono. Junto com Ikuto ele faz a transformação Black Lynx.
Black Egg: Com ele Ikuto faz a transformação Death Rebel. Não ah muito dados sobre ele, a única coisa que se sabe é que na verdade é o ovo do pai de Tsukiyomi Ikuto, Tsukiyomi Aruto que se encontrava no violino de Aruto, modificado com energia X. E junto com Yoru, eles fazem a transformação Seven Seas Tresaure.

#### Hoshina Utau
A irmã de Ikuto uma fabulosa cantora, apaixonada pelo irmão. Com o Chara Change de Iru ela trabalhou para a Easter transformando os ovos do coração em "X-Tamas". Ela é uma das raras pessoas que possui mais de um Shugo Chara. Trabalhou para a Easter para obter o Embryo e realizar o desejo de deixar Ikuto livre das "correntes" da Easter. Após o quarto ovo de Amu, Dia, ficar com um X e se transformar em X-Dia ela foi possuidora da mesma e usava-a para cantar no X-Diamond, que com a ajuda do "Chara Change" da X-Dia transformava os ovos de todos em X-Tamas. No mangá Encore, Utau e Kukai tem um caso.
No começo, por ciume do irmão, Utau odiava Amu e dizia sempre que nunca iria admitir perder para ela (tanto na busca pelo embrião quanto na conquista do irmão dela) mas no final se tornam ótimas amigas, mesmo que Utau ainda sinta raiva dela por causa do irmão.no começo de shugo chara doki! ela não faz mais parte da EASTER e recomeça sua carreira musical com sua nova produtora Sanjou.
Iru: A capetinha de Utau, é muito maléfica, mas pensa sempre no bem de Utau, quando Utau usa o chara change com Iru ela transforma os ovos dos ouvintes da música em X-Tamas e Ela e Utau juntas formam a transformação Lunatic Charm, em que Utau fica com um vestido vermelho, colar preto e asas de demonio na cabeça e nas costas. Após um tempo ela se junta a Amu e faz a transformação Amulet Devil, em que Amu fica com um top em forma de asas de demônio e um mini short com um guitarra e ainda um gorro na cabeça .
Eru: A "anja do amor", é o oposto de Iru, representa a canção serena e amorosa de Utau, pode purificar os X-Tamas. Foi a primeira a se juntar a Amu para ajudar Utau a sair da Easter. É também muito ligada com Utau, assim como Iru ela quer o bem de Utau, nunca mentindo e também quer o bem de Amu que virou uma de suas melhores amigas. A sua primeira transformação é com Amu, o Amulet Angel, em que Amu fica com um longo vestido rosa e asinhas na cabeça e com Utau ela realiza Seraphic Charm, en que Utau fica com um vestido rosa e asas de anjo branco na cabeça e nas costas,esse Chara Nari aparece pela primeira vez no episódio 43 do anime e volume 06 capítulo 26 do mangá.
X-Dia: X-Dia aparece, após Amu ficar em dúvida de qual é o seu verdadeiro eu, Dia ganha um X e vira X-Dia. Com Utau a X-Dia é capaz de realizar a transformação Dark Jewel, em que Utau fica com uma camisa preto com uns naipes de ouros, um short preto com um cinto, um arco preto com os naipes de ouros amarelos, luva roxa e meia calça.O chara change com X-Dia é usado para criar os X-CDs, da banda X-Diamond, que é mais forte que o poder de Iru que só transformava em X-Eggs os Ovos do corações se fosse cantado ao vivo, enquanto com a X-Dia, era possível fazer transformar os ovos do coração em X-Eggs mesmo sendo gravações.

#### Lulu de Morcerf Yamamoto
Ela é uma garota rica,sua mãe é uma atriz famosa e seu pai é um cheff francês.
Sua primeira aparição foi em Shugo Chara Doki. Ela foi contratada para trabalhar para Easter.
Ela é a responsável pelos ovos confusos,Lulu pode transformar o coração dos ovos em Ovos Confusos usando um colar de rubi.
Lulu e Amu não se davam bem no começo, mas depois de passar um natal juntas com suas família,ela se entenderam.
Quando ela muda de caráter com a Nana, ela torna-se uma fivela de flor, e ela é capaz de hipnotizar as crianças a usar um colar de rubi e corrompê-los, transformando o ovo de uma criança em um ovo confuso.
Nana:Nana é a Shugo Chara de Lulu,tem uma aparência de uma boneca.Seu cabelo é vermelho,usa um chapéu e um vestido roxo.
Por fora parece ter uma aparência delicada, mas na verdade é bem excêntrica. Ela fala com um sotaque Nagoya e tende a dizer as coisas de forma não-refinado.Não se da bem com o Yoru.